# One Voice (álbum de Barbra Streisand)
One Voice é o terceiro álbum ao vivo da cantora americana Barbra Streisand, lançado em 1987, pela Columbia Records. Além da versão em formatos de áudio, também foi lançado em vídeo, com o show na íntegra. A versão em CD, incluí uma faixa a mais do que o LP: "Send in the Clowns". Contém as únicas gravações de Streisand de dois clássicos de Harold Arlen: "Over the Rainbow" e "It's a New World", bem como sua versão de "America the Beautiful".
A gravação ocorreu em um show beneficente feito por Barbra em sua própria casa, em Malibu, na Califórnia, no dia 6 de setembro de 1986. Os ingressos para o show custavam 5 mil dólares por pessoa, e a plateia contou com um número substancial de artistas e celebridades, tais como: Robin Williams, Chevy Chase, Goldie Hawn, Whitney Houston, Henry Winkler, Sally Field, entre outros outros. O objetivo angariar fundos para políticos, incluindo o então senador Alan Cranston, democrata da Califórnia, e para a Fundação Barbra Streisand. Em uma nota ao final do programa (quando o evento foi exibido na HBO como um especial de final de ano) foi explicado que a fundação: “apoia organizações de caridade qualificadas e comprometidas com atividades antinucleares, a preservação de nosso meio ambiente, nossas liberdades civis e direitos humanos”. O projeto conseguiu arrecadar cerca de sete milhões de dólares.
Ao contrário de seu antecessor, The Broadway Album, de 1985, cujas canções e arranjos foram feitos por uma orquestra completa, liderada por seu amigo de longa data, Marvin Hamlisch, as canções foram performadas de modo mais intimista e discreto por uma banda pequena e compacta, que utilizaram, principalmente, sintetizadores. A produção é de Richard Baskin, a direção musical de Randy Kerber. O repertório consistia de onze canções que foram sucesso em sua carreira, a saber: "Evergreen", "People", "The Way We Were", "Somewhere", "Papa Can You Hear Me?", "Happy Days Are Here Again" e os duetos que fez com Barry Gibb, do Bee Gees, em Guilty, de 1980, "What Kind of Fool?" e "Guilty".
Um fato que o torna notável em sua carreira, é por se tratar de uma de suas raras apresentações "ao vivo" para uma plateia. Streisand desenvolveu medo de palco após o especial A Happening in Central Park, gravado em um show no Central Park, de Nova York, em 17 de junho de 1967, para um público de mais de cem mil pessoas, que a fez apresentar-se em poucas ocasiões nos anos subsequentes. De acordo com a cantora: "Eu esqueci as letras [das músicas] na frente de 125.000 pessoas - e não aceitei isso numa boa", "Fiquei chocada; fiquei apavorada. Isso me impediu de me apresentar por todos esses anos". Ela disse ao ABC News que: "Eu não cantei e me escondi das pessoas por 27 anos por causa daquela noite... Eu pensava, 'Deus, acho que não... E se eu esquecer as palavras de novo?'"
A recepção da crítica especializada em música, foi favorável. William Ruhlmann, do site estadunidense AllMusic, o avaliou com três estrelas de cinco e escreveu que apesar da escolha das canções e diálogos de Streisand durante a gravação serem politizadas, é possível a qualquer um aproveitá-lo. Segundo o jornal Luta Democrática, a imprensa americana foi unânime em considerá-lo "um verdadeiro prêmio para um apreciador de boa música" e "um acontecimento inesquecível", "um evento histórico". Recebeu duas nomeações ao 30th Annual Grammy Award: Best Pop Female Vocal Performance e Best Music Video Performance.
Comercialmente, obteve êxito. Atingiu a posição de número nove na Billboard 200 e permaneceu na tabela por 28 semanas. Nos Estados Unidos, recebeu um disco de ouro pela Recording Industry Association of America, em 11 de agosto de 1987, e um de platina em 8 de fevereiro e 1988. Foi certificado como prata, ouro ou platina em outros cinco países.

## Lista de faixas
Créditos adaptados do site AllMusic.
| N.º | Título                                       | Compositor(es)                                 | Duração |  |
| 1.  | "Somewhere"                                  | Leonard Bernstein, Stephen Sondheim            | 3:19    |  |
| 2.  | "Evergreen (Love Theme from A Star Is Born)" | Barbra Streisand, Paul Williams                | 3:01    |  |
| 3.  | "Something's Coming"                         | Leonard Bernstein, Stephen Sondheim            | 4:12    |  |
| 4.  | "People"                                     | Bob Merrill, Jule Styne                        | 4:49    |  |
| 5.  | "Send in the Clowns"                         | Stephen Sondheim                               | 4:38    |  |
| 6.  | "Over the Rainbow"                           | Harold Arlen, Yip Harburg                      | 3:41    |  |
| 7.  | "Guilty"                                     | Barry Gibb, Maurice Gibb, Robin Gibb           | 5:25    |  |
| 8.  | "What Kind of Fool"                          | Barry Gibb, Albhy Galuten                      | 4:31    |  |
| 9.  | "Papa, Can You Hear Me?"                     | Michel Legrand, Alan Bergman, Marilyn Bergman  | 4:32    |  |
| 10. | "The Way We Were"                            | Alan Bergman, Marilyn Bergman, Marvin Hamlisch | 3:48    |  |
| 11. | "It's a New World"                           | Arlen, George Gershwin                         | 3:03    |  |
| 12. | "Happy Days Are Here Again"                  | Milton Ager, Jack Yellen                       | 4:42    |  |
| 13. | "America the Beautiful"                      | Katharine Lee Bates, Samuel A. Ward            | 5:02    |  |

## Tabelas
| Tabela musical (1987)                    | Melhor posição |
| ---------------------------------------- | -------------- |
| Australian Albums Chart                  | 15             |
| Canadian (RPM)                           | 28             |
| Países Baixos (Dutch Charts)             | 2              |
| Finnish Albums (Suomen virallinen lista) | 30             |
| Alemanha (Offizielle Deutsche Charts)    | 32             |
| Japanese Albums (Oricon)                 | 93             |
| Nova Zelândia (RMNZ)                     | 7              |
| Spanish Albums (Promusicae)              | 18             |
| Suécia (Sverigetopplistan)               | 33             |
| Reino Unido (UK Albums Chart)            | 27             |
| Estados Unidos (Billboard 200)           | 9              |

| Tabela musical (1987)     | Posição |
| ------------------------- | ------- |
| New Zealand Albums (RMNZ) | 31      |
| US Cash Box               | 41      |

## Certificações e vendas
| País                  | Certificação | Vendas    |
| --------------------- | ------------ | --------- |
| Austrália (ARIA)      | Ouro         | 35,000    |
| Canadá (Music Canada) | Ouro         | 50,000    |
| Estados Unidos (RIAA) | Platina      | 1,000,000 |
| Países Baixos (NVPI)  | Platina      | 100,000   |
| Reino Unido (BPI)     | Prata        | 60,000    |
| Nova Zelândia (RMNZ)  | Platina      | 15,000    |